# Jānis Sprukts
Jānis Sprukts (31. januar 1982 i Riga i Lettiske SSR) er en lettisk professionel ishockey forward, som for tiden spiller for Dinamo Riga i Kontinental Hockey League. 2010 tilbragte han i Nordamerika, hvor han spillede 12 kampe for Florida Panthers. Sprukts udvalgtes under NHL Entry Draft i 2000 af Florida Panthers  i ottende runde af 234 runder.
Sprukts har spillet to sæsoner ishockey i Nordamerika, dernæst tre sæsoner i Europa hos Odense Bulldogs, ASK/Ogre, HK Rīga 2000 og HPK. I 2006 vendte han tilbage til Nordamerika, hvor han tlsluttede sig Florida Panthers. Han påbegyndte 2006/2007-sæsonen hos Panthers' farmklub Rochester Americans i American Hockey League. I oktober 2006, efter fire kampe i AHL, rykkede han til Florida Panthers. Den 20. oktober 2006 spillede Sprukts sin første NHL-kamp mod Philadelphia Flyers, mens han scorede sine første NHL-point i en kamp mod New York Rangers den 21. december 2006. Den 6. april 2007 scorede han sit første mål i NHL mod Tampa Bay Lightning.
Sprukts har deltaget for Letlands ishockeylandshold ved VM i ishockey i 2003, 2005, 2006, 2007, 2008 og 2009.